# Andra Nagorno-Karabach-kriget
Andra Nagorno-Karabach-kriget var en väpnad konflikt 2020 som ägde rum i den omtvistade regionen Nagorno-Karabach och de omgivande territorierna. Det var en kraftig upptrappning av en olöst konflikt över regionen, som involverade Azerbajdzjan, Armenien och den självutnämnda armeniska utbrytarstaten Artsakh. Kriget varade i 44 dagar och resulterade i Azerbajdzjans seger medan Armenien tvingades lämna ifrån sig stora landområden. Nederlaget tände antiregeringsprotester i Armenien. Efterkrigstidens skärmytslingar fortsatte i regionen, inklusive betydande sammandrabbningar 2022.